# أمريكا غوت تالنت
مواهب أمريكا (معروف بالاختصار: AGT) هو برنامج مواهب تلفزيون واقع أميركي يُعرض على إن بي سي ويعد البرنامج جزء من نسخة عالمية. يقدم الأشخاص المواهبين مواهبهم على المسرح سواء كانوا صغارا في السن أم كبارا. عرض لأول مرة في شهر يونيو من عام 2006. وجائزة البرنامج مليون دولار.

## الحكام
- شارون أوزبورن (2007 إلى 2012)
- هاوي مانديل (2010 إلى الآن)
- هوارد ستيرن (2012-2015)
- هايدي كلوم (2013 إلى الآن)
- براندي نوروود (2006)
- ديفيد هاسلهوف (2006-2009)
- بيرس مورغان (2006)
- ميل بي (2013-2018)
- سايمون كاول(2015-الان)
- صوفيا فيرغارا (2020-الان)

## وصلات خارجية
- الموقع الرسمي
- أمريكا غوت تالنت على موقع IMDb (الإنجليزية)
- أمريكا غوت تالنت على موقع ميتاكريتيك (الإنجليزية)
- أمريكا غوت تالنت على موقع الموسوعة البريطانية (الإنجليزية)
- أمريكا غوت تالنت على موقع روتن توميتوز (الإنجليزية)
- أمريكا غوت تالنت على موقع كينوبويسك (الروسية)
- أمريكا غوت تالنت على موقع قاعدة بيانات الفيلم (الإنجليزية)